# Stelletta estrella
Stelletta estrella är en svampdjursart som beskrevs av de Laubenfels 1930. Stelletta estrella ingår i släktet Stelletta och familjen Ancorinidae. Inga underarter finns listade i Catalogue of Life.